# Ericom Software
Ericom Software'はソフトウェアを開発・販売するアメリカの企業。

## 概要
1993年に設立されアメリカを拠点に活動している。日本を含め、世界120ヶ国以上に販売代理店を持つ。
おもにエンタープライズ向けのアプリケーション・アクセスとアプリケーション・パブリッシング用のソフトウェアを提供しており、導入企業は3万社以上となる。
提供するソリューションには、サーバベースのコンピューティング環境の管理、Windowsリモート デスクトップ サービス (RDS) の管理、Remote Desktop Protocol、つまりRDPの圧縮ならびに高速化、仮想デスクトップ（VDI、デスクトップ仮想化）のパブリッシング等が含まれる。
主要製品の一つであるPowerTem WebConnectは多くのハイパーバイザに対応している。それらのハイパーバイザにはVMwareやオラクル VM、Hyper-V、Citrix XenServer、Parallels Virtuozzo Containers、その他のXenベースのハイパーバイザ等が含まれる。シンクライアント・コンピューティングやLinuxデスクトップにも対応しており、マイクロソフトのRemoteFX技術とPC-over-IP (PCoIP) もサポートされている。
Ericom SoftwareはEricom Blazeという製品名にてRemote Desktop Protocol (RDP) の高速化ならびに圧縮技術を提供しており、この技術を用いる事により、WAN (Wide Area Network) 環境や遅延時間の長い接続や帯域の限られたネットワーク環境にてグラフィックを多く用いたコンテンツをよりスムーズに表示ならびに送信することができるようになる。加えて、VMware Viewコネクション・ブローカー経由にてアクセスされたRDPセッションを高速化することも可能となる。

さらに、Ericom BlazeはターミナルサーバからAdobe PDFコンテンツを送信する際のパフォーマンス向上、Autodesk AutoCADのグラフィックスをRDP経由で送信する際のパフォーマンス向上を目的として用いる事もできる
。
WebConnect RemoteViewはMicrosoft Remote Desktop Services（ターミナルサーバ）やデスクトップ仮想化 (VDI) プラットフォームの利用、柔軟性、管理を補強する事を可能とする。ユーザはiPad、Androidデバイス、Windows、Mac、LinuxやWindows CE等の多くのクライアント端末からWindowsのアプリケーションやデスクトップにアクセスする事が可能となる。
HTML5 RDPクライアント製品となるAccessNowは、Windows Terminal Services/RDS/VDIプラットフォームにて実行されているWindowsアプリケーションやデスクトップへのアクセスを可能とする。つまり、ブラウザ内でWindowsアプリケーションやデスクトップを実行することができるため、Google Chrome、Safari、Internet Explorer、Firefox等の複数ブラウザにてネイティブで実行することができる。
さらに、利用端末に関わりなく、ブラウザ利用可能ないかなる端末より業務用デスクトップにブラウザ経由でアクセスすることが可能となるため、BYOD（個人デバイスの業務活用）に利用する事も可能となる。

## 歴史
1993年の設立当時はエミュレーションソフトウェアをおもに提供していたものの、近年の仮想化技術への関心の高まりに応じて、現在ではデスクトップ仮想化技術を用いた製品をおもに開発、販売している。
さらに、2011年より、AccessNowという製品名にてHTML5クライアント製品の提供を開始する。クライアント用のソフトウェアをインストールすることなく、ブラウザを用いたHTML5クライアント製品の提供を開始した。

## リファレンス
1. ↑  
“ブラウザからリモートデスクトップにアクセス! 「Ericom AccessNow」β登場”. 2012年10月11日閲覧。
2. ↑  
“Ericom Blaze: RDP Acceleration”. 2012年10月6日閲覧。
3. ↑  
“Ericom’s HTML5 client for VMware View”.   The Virtualization Practice. 2012年10月10日閲覧。
4. ↑  
“A deeper look at Ericom's "AccessNow" HTML5 client. Why wait for Citrix & VMware? This thing is out now & works with View and vWorkspace.”.   TechTarget. 2012年10月10日閲覧。
5. ↑  
“Product Review: Ericom AccessNow 2.0”.   Penton Media Inc.. 2012年10月24日閲覧。
6. ↑  
“Slow display performance”. 2012年11月14日閲覧。